# Бучацький повіт (ЗУНР)
Бучацький повіт ЗУНР — адміністративна одиниця Західно-Української Народної Республіки у 1918-1919 роках (після Акту Злуки 22 січня 1919 року з Українською Народною Республікою — Західна Область Української Народної Республіки (ЗОУНР)). Сучасна територія Чортківського району[джерело?]. Територія — аналогічна Бучацькому повіту Королівства Галичини та Володимирії Австро-Угорщини перед розпадом Австро-Угорської імперії. Адміністративний центр — місто Бучач. Один із 40 повітів ЗУНР.

## Коротка історія
Як інші повіти, відповідав території колишнього Бучацького повіту Королівства Галичини та Володимирії (Австро-Угорщина) після утворення ЗУНР в листопаді 1918 р. Вибори комісара Бучаччини проходили на зборах 7 листопада 1918 р. за участи 209 делегатів з 70 громад повіту.

### Органи влади, посадові особи

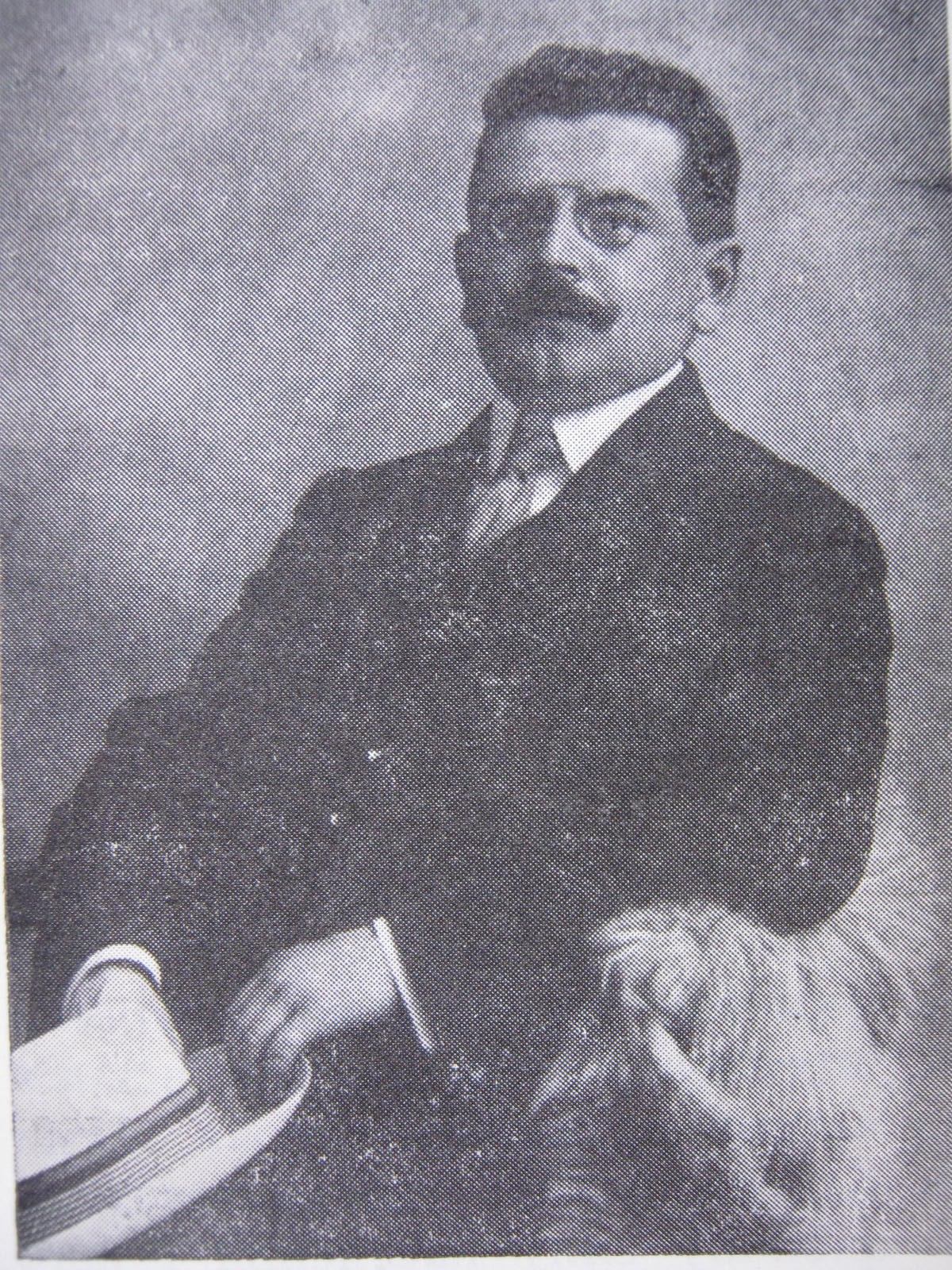
Іларіон Боцюрків — перший повітовий комісар

Представницька влада — Бучацька повітова рада (соймик), керівний орган — Повітова Рада. Адміністративну владу представляв керівник повіту — обраний у першій декаді листопада 1918 р. за перевагою голосів державний повітовий комісар доктор Іларіон Боцюрків. Бучацьким повітовим комісаром ЗУНР у березні-травні 1919 р. був адвокат Микола Крижанівський (1876 р. н., з 1926 р. проживав у Львові). Тимчасові призначення ЗУНР для повіту:
- майор інженер Віктор Лучків — військовий комендант (невдовзі, через виклик В. Лучківа до роботи в Міністерстві шляхів, четар Михайло Босаків); канцелярія розташовувалась у будинку навпроти гімназії[4]
- професор Василь Винар — шкільництво,
- Остап Сіяк — пошта.[5]

У повіті відбувались перевибори війтів та громадських рад. Делегати Української Національної Ради ЗУНР від Бучацького повіту: Михайло Плиска, Остап Сіяк (від міста Бучача), Ілько Максимів.
Згідно з військово-територіальним поділом входив до складу Тернопільської військової області, до Чортківської військової округи (командант — сотник Василь Оробко). Колишні вояки армії Австро-Угорщини відходили на короткий перевишкіл до Чорткова. Новобранців без вишколу відправляли: з північної частини повіту — до кошів 1-го та 2-го стрілецьких полків у Станиславові; з південної частини — до кошів 24-го пішого полку ім. П. Дорошенка, 36-го ім. І. Мазепи в Коломиї. Кіннотники відходили до запасного коша кінноти в Товмачі; гармаші, сапери, зв'язківці — до кошів у Станиславові..